# Fontidessus ornatus
Fontidessus ornatus är en skalbaggsart som beskrevs av K. B. Miller in K. B. Miller och Spangler 2008. Fontidessus ornatus ingår i släktet Fontidessus och familjen dykare. Inga underarter finns listade i Catalogue of Life.